# Los cinco de Otero
Los cinco de Otero es el nombre con el que se conoce a los cinco obreros vecinos de Otero de Herreros, fusilados en la localidad segoviana de La Losa, término municipal de Navas de Riofrío, el 3 de agosto de 1936, tres semanas después de que la sublevación contra la República Española triunfara en Segovia, cuando un grupo de falangistas que viajaban en un camioneta, pararon y detuvieron a cinco trabajadores (fueron a buscarlos a la estación y a la fábrica de cerámica), todos vecinos de Otero de Herreros (Pedro Sebastián Vela, Pedro Aparicio Bravo y Abel de Pablos Andrés, naturales de Otero; Julián Martín Pascual, natural de El Escorial, y Miguel Durán Prieto, natural de Zarzuela del Monte), de entre 18 y 29 años.  Los cinco eran perseguidos por haber promovido desde la Casa del Pueblo que se secundara la huelga general convocada por las autoridades y fuerzas políticas en Madrid contra el pronunciamiento y los sublevados. Los subieron a la camioneta con la excusa de llevarlos ante la justicia en Segovia y poco después, a la altura del kilómetro 12 de la carretera que une Segovia y Madrid, los fusilaron. Otra versión señala que fueron detenidos el día antes. Los cadáveres fueron prendidos con gasolina ese mismo día en el paraje de Cepones y enterrados en pequeñas fosas individuales en línea recta, en la posición que guardaron durante el fusilamiento. Los cinco eran activos miembros de la Casa del Pueblo, aunque sólo de uno, Pedro Sebastián Vela, consta su filiación política (Partido Comunista)
La versión oficial después del suceso fue que los fusilados habían muerto durante un enfrentamiento con los falangistas. Sus cuerpos fueron recuperados en 2003 al ser descubiertos los restos por un guardés.